# Ruch (Islandia)
Ruch (Hreyfingin) – islandzka partia polityczna założona we wrześniu 2009 przez troje posłów Ruchu Obywatelskiego.
Jedna z posłanek Ruchu, Birgitta Jónsdóttir, współpracowała z serwisem WikiLeaks.